# 4-エチルフェノール
4-エチルフェノール（英: 4-Ethylphenol）は、化学式C8H10Oで表されるアルキルフェノールの一種である。4-EP、パラエチルフェノールとも表記される。

## 生成
天然にはワインやビール、腐敗酵母のブレタノマイセス属により生成される。嗅覚閾値は140 μg/Lで、ブドウ畑、薬品、バンドエイド、ネズミ様とも表現されるワインの香りの基となる。ベルギービールの一種のランビックでは本物質が特徴香の一つとされるが、一般的なビールや、赤ワインでは好ましい評価とはならない。本物質は醤油の香気を構成する物質の一つでもある。
4-EPの濃度はブレタノマイセスの濃度と活性にほぼ比例するため、酵母の存在の指標とすることができる。 ブレタノマイセスの菌株には、4-EPを産生する能力に大きな違いがある。
4-EPは、アメリカビーバーやヨーロッパビーバーの香嚢から得られる海狸香の成分でもある。

## 生化学
4-EPは、前駆体となるp-クマル酸を出発点に生成される。ブレタノマイセスは4-ヒドロキシケイ皮酸脱炭酸酵素を介しp-クマル酸を4-ビニルフェノールに変換する。さらにビニルフェノールレダクターゼによって4-エチルフェノールに還元される。クマル酸は微生物培地に添加されることがあり、匂いによるブレタノマイセスの確実な同定を可能にする。

ブレタノマイセスによる、p-クマル酸から4-エチルフェノールへの変換